# 陈禹蒙
陈禹蒙（1987年12月28日—），汉族，中国歌手，2012年参加中国版X-F辽宁卫视《激情唱响》获得全国年度总冠军而出道，并获得索尼唱片公司签约。

## 主要经历
- 1987年，出生于辽宁省丹东市一个普通家庭；
- 2012年参加中国版X-F辽宁卫视《激情唱响》获得全国年度总冠军[1]而出道[2]，同年代表辽宁卫视参加中央电视台《直通春晚》[3]；
- 2013年，参加丹东电视台《百姓春晚》、中央电视台《新春歌会》；
- 2014年，参加中央电视台《开门大吉》、《幸福账单》。

## 音乐作品
- 2012年9月 发行单曲《为爱歌唱》[4]